# Change.org
Change.org (بالعربية: تغيير. أو آر جي) هو موقع غير ربحي تُديره شركة أمريكية تحمل نفس الاسم. يعمل الموقع على تسهيل الالتماسات من قبل الجمهور العام من خلال إنشاء عرائض إلكترونية والدعوة للتوقيع عليها بهدف تغيير شيء ما. يتوفر الموقع على أكثر من 100 مليون مستخدم، ويُستضاف برعاية حملات لمنظمات خيرية أخرى. يقع المقر الرئيسي للشركة في سان فرانسيسكو بكاليفورنيا.
تقوم مجموعة من الشركات بما في ذلك فيرجن أمريكا، والمنظمات الحقوقية مثل العفو الدولية وجمعية الرفق بالحيوان إلى إنشاء عرائض إلكترونية ومحاولة دفع الناس للتوقيع عليها من أجل خلق رأي عام وتأثير في الموضوع. يذكر تشانج. أو آر جي أن الهدف من وراء فتحه هو «تمكين الناس في كل مكان من خلق التغيير الذي يريدون أن يروه.» تحظى الكثير من المواضيع بشعبية داخل الموقع حيث عادة ما يُتطرق لها وتتعلق بالأساس بالقضايا الاقتصادية والجنائية، العدالة، حقوق الإنسان، التعليم، حماية البيئة، حقوق الحيوان، الصحة ثم الاستدامة.

## التاريخ
انطلق موقع تشانج في 8 فبراير عام 2007،  مديره التنفيذي الحالي هو بن راتراي ويحصل الموقع على دعم من الرئيس التنفيذي للتكنولوجيا مارك ديماس ودارين هاس وكذلك آدم تشاير. اعتبارا من شباط/فبراير 2012، بات للموقع 100 موظف مع مكاتب في أربع قارات. وبحلول نهاية عام 2012 ذكر راتراي «أنه يُخطط لإنشاء مكاتب جديدة في 20 دولة والاعتماد على لغات جديدة بما في ذلك اللغة العربية والصينية.» في مايو 2013 أعلنت الشركة عن استثمار 15 مليون دولار في الموقع بقيادة شبكة أوميديار وقالت أنها تتوفر على 170 موظفا في 18 بلدا.
في عام 2011، تعرَّض موقع تشانج.أو آر جي لهجمات الحرمان من الخدمة من قِبل هاكرز صينيون، وذلك بسبب تقديم عريضة إلكترونية في الموقع تهدف إلى طلب التماس من الحكومة الصينية من أجل إطلاق سراح الفنان آي ويوي. في عام 2011 كان هناك اقتراح لدمج الموقع الإسباني أكتيابل مع نظيره تشانج.أو آر جي، وفعلا هذا ما حصل حيث وافق المتطوعون في الموقع الإسباني على الانتقال لمواصلة العمل في موقع تشانج.
في 2012، قرَّرت جامعة ولاية أريزونا منع الوصول إلى موقع تشانج. أو آر جي ردا على العريضة التي تم إنشاؤها بواسطة طالب يُدعى إيريك هايوود احتجاجا على «ارتفاع تكاليف الرسوم الدراسية في الكلية». وكان مسؤولو الجامعة قد ادعوا أن الموقع غير مرغوب فيه وأن الحجب تم بهدف حماية الطلاب من الاستخدامات السيئة لشبكة الإنترنت وتشجيعهم بدلا من ذلك على البحث في موضوعات ومشاريع أكاديمية وبحثية وإدارية.
أفادت الأنباء يوم 5 أبريل/نيسان 2012 أن موقع تشانج وصل لـ 10 ملايين عضو ليكون بذلك أحد أسرع المواقع نموا على شبكة الإنترنت، في ذلك الوقت كان الموقع يتلقى 500 عريضة إلكترونية في اليوم الواحد. في 13 مايو 2012، ذكرت الجارديان وبي بي سي نيوز وغيرها من المصادر أن موقج تشانج يُخطط لإنشاء منصة تابعة له لكن خاصة بمواطني المملكة المتحدة فقط.
في آب/أغسطس 2013 ذكرت فاست كومباني أن الموقع سيضيف عمَّا قريب فرصة ومجال للرد على العريضة من قبل الشخص المعني بها خاصة الشركات وقال أحد المسؤولين: «لأول مرة سوف تكون الشركات قادرة على نشر رد علني على أي عريضة (حاليا يُمكنها الرد على الشخص الذي بدأ الحملة فقط). كما ستكون أيضا قادرة على خلق عريضة خاصة بها وبالتالي ستُظهر العريضة الإلكترونية صنفين؛ أول يضم عدد الموقعين ضد مشروع العريضة وثاني يضم عدد المصوتين بهدف مساندة العريضة.» 

## التماسات ملموسة

### في المملكة المتحدة
في 10 آذار/مارس 2015، أنشئ المدون السياسي غيدو فوكس واسمه الحقيقي بول ستاين عريضة إلكترونية على الموقع  طالب فيها بإعادة جيريمي كلاركسون إلى بي بي سي بعدما تم طرده قبل أن يُشارك في مجموعة من المسلسلات التلفزيونية من أبرزها توب جير. اكتسبت العريضة أكثر من 500,000 توقيعاً في غضون 24 ساعة، مما جعلها العريضة الأسرع نموا في تاريخ الموقع الذي يتوفر على خوادم في المملكة المتحدة وذلك بسبب ارتفاع الطلب. حقَّقت العريضة أكثر من 1,000,000 توقيعاً بحلول 20 آذار/مارس 2015 فتم تسليمها إلى بي بي سي لإعادة طرح موضوع الطرد للنقاش.
في كانون الثاني/يناير 2017، حققت عريضة إلكترونية أخرى تُعارض زيارة رئيس الولايات المتحدة دونالد ترامب للملكة المتحدة 1,000,000 كثاني
```
أشهر عريضة في تاريخ الموقع.
```

### في كندا
في آب/أغسطس من عام 2014، قدمت إيريكا بيري من فانكوفر في كولومبيا البريطانية عريضة تطلب من شركة سينتيربلاتي للأغذية والمشروبات التي تنشط في أمريكا الشمالية والمملكة المتحدة إقالة رئيسها التنفيذي ديزموند ديس بعدما ظهر في فيديو يُظهر فيه كيف أطلق كلب دوبرمان على بعض الشباب في المصعد. في استجابة من شركة سينتيربلاتي؛ قرَّرت عدم اتخاذ أي إجراء بعد الحادث لكنها قدمت بيانا عبارة عن اعتذار من إيريكا ومن كل من شعر بالحسرة والقلق خلال مشاهدته للفيديو المسرب. في 2 أيلول/سبتمبر 2014 وبعدما حصلت العريضة على توقيع أزيد من 190,000 قرَّر الرئيس التنفيذي ديزموند الاستقالة من منصبه كرئيس تنفيذي للشركة وطلب الاعتذار والصفح كن الكل.

### في فرنسا
في شباط/فبراير 2016، تجاوزت خمسين عريضة إلكترونية 100,000 توقيع. جذير بالذكر أن هناك عريضة ضد "قانون العمل في فرنسا (مشروع قرار فرنسي من صياغة وزيرة العمل مريم الخمري) جصل على أكثر من مليون توقيعا.

### في ألمانيا
في 2012، أنشأ فيليب ماتيسناز الطالب الجامعي الألماني البالغ من العمر 21 عاما عريضة إلكترونية تسمح لطرف ثالث باستعمال أدوات التسجيل على موقع يوتيوب. حقَّقت العريضة أكثر من 4.3 مليون توقيع، لتكون بذلك أكبر عريضة من حيث عدد التوقيعات في تاريخ Change.org حتى تشرين الثاني/نوفمبر 2016.

### في إسبانيا

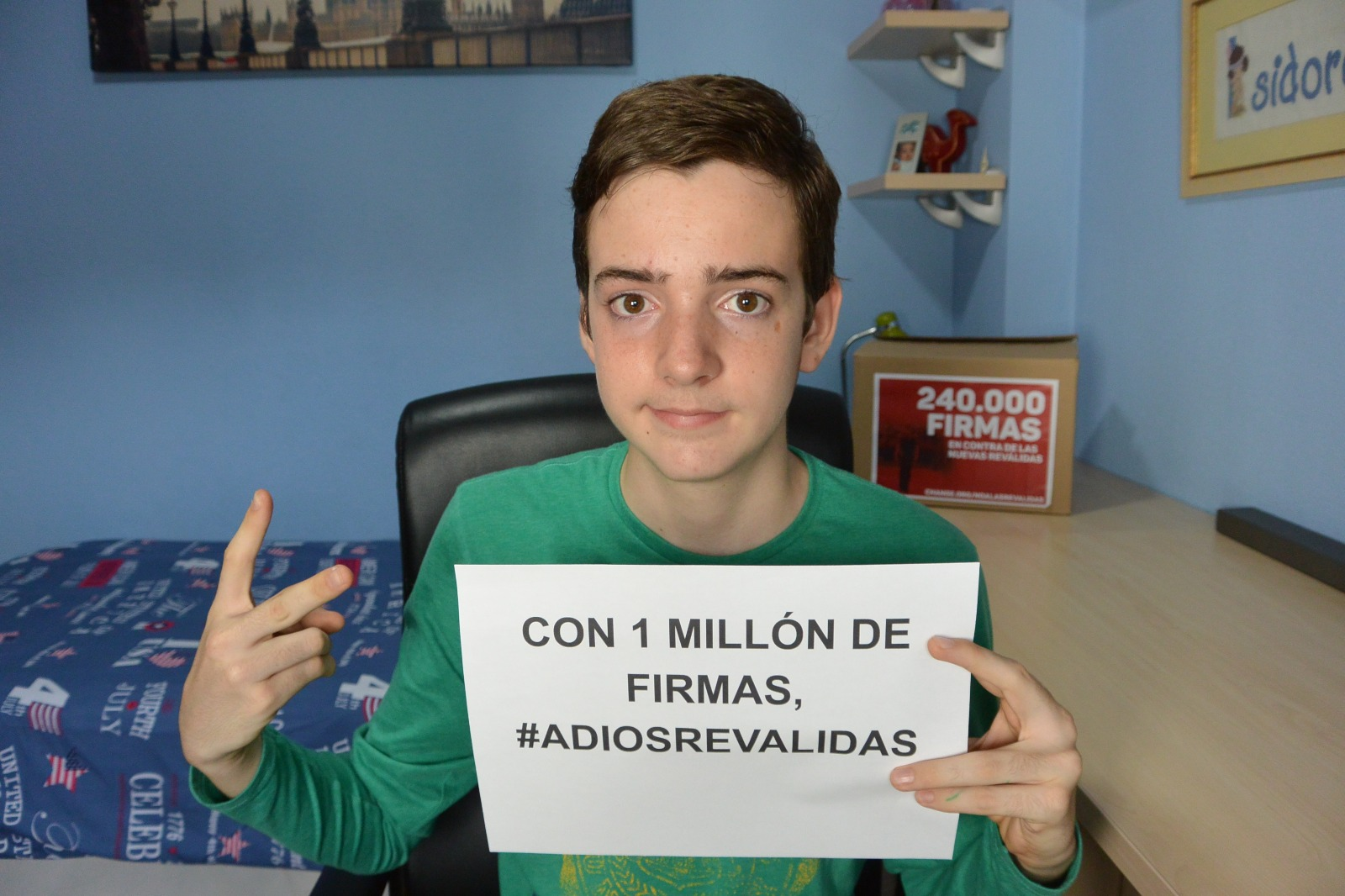
إيزودور مارتينيز مُؤسس العريضة التي تُطالب بتعديل قانون وزارة التربية والتعليم في إسبانيا

في شباط/فبراير من عام 2013 وقع أكثر من مليون شخص (2% من مجموع سكان إسبانيا) على عريضة تدعو إلى استقالة الحكومة الإسبانية بدعوى فضائح الفساد التي عصفت بغالبية القادة الرئيسيين من حزب الشعب.
في تشرين الثاني/نوفمبر 2016، وقع أكثر من مليون شخص أيضا على عريضة تُطالب وزارة التربية والتعليم بتغيير قانونها، حيث أن جميع الطلاب الإسبان شعروا بالإحباط من هذا القانون، وأخيرا تم تعديله بفضل إيزيدورو مارتينيز مؤسس العريضة على الموقع.

### في الفلبين
تم إنشاء عريضة في الفلبين تهدف إلى إيقاف تنفيذ حكم الإعدام في حق ماري جين فيلوسو. حقَّقت العريضة أزيد من 250.000 توقيع ووقع عليها أشخاص من أكثر من 125 بلدا.

### في أستراليا
لا زالت هناك عريضة إلكترونية مُقدمة ضد التغييرات في الجنسية الأسترالية أبريل 2017 وقد حققت في ظرف قصير 75,000 توقيع لكن قانون الجنسية لم يتم تعديله بعد.
أصدر سناب شات تحديثا جديدا في شباط/فبراير 2018، هذا التحديث لم يُعجب الكثير ولقي معارضة البعض فقام مواطن يُدعى نيك رمزي بفتح عريضة يُطالب فيها مسؤولو سناب شات باسترجاع التحديث القديم. حصل الالتماس على أزيد من 1,100,000 توقيعا اعتبارا من 16 شباط/فبراير 2018.

### في المكسيك
بعد اثنين من الزلازل التي ضربت وسط المكسيك يوم 7 سبتمبر و
19 سبتمبر 2017، تم تأسيس العديد من العرائض والتي طالبت وبقوة معهد الانتخابية الوطني جنبا إاى جنب مع مجلس الشيوخ المكسيكي والرئيس إنريكه بينيا نييتو بالتبرع بمعظم أو جميع الأموال التي سيصرفها في الانتخابات العامة المقبلة. وتوجيه كل تلك الأموال إلى ضحايا الكوارث الطبيعية في مدينة مكسيكو والمناطق المجاورة في ولاية موريلوس، تشياباس، ولاية واهاكا ثم بويبلا. حقَّقت تلك الالتماسات معا أزيد من 3 ملايين توقيعا ومن غير المعروف ما إذا كان الرئيس قد فعل هذا فعلا أم لا. جذير بالذكر أن هناك عريضة قدمها مواطن يُدعى ألفريدو أغيري من مونتيري في مكسيكو وصلت إلى أزيد من 1,000,000 توقيع في غضون 24 ساعة لتُحقق بذلك رقما قياسيا جديدا في تاريخ الموقع.

### في العالم العربي
أطلق بعض محبو لاعب كرة القدم المصري محمد صلاح حملة توقيعات إلكترونية من أجل فرض عقوبة على سرخيو راموس مدافع ريال مدريد الإسباني وذلك بعدما تسبَّب في إصابة صلاح بتمزق في عضلة الكتف الأيسر خلال المباراة النهائية لدوري أبطال أوروبا التي جمعت بين فريقي ليفربول وريال مدريد، في العاصمة الأوكرانية كييف. وكانت العريضة قد تضمنت:
| «على الاتحاد الأوروبي لكرة القدم والفيفا اتخاذ إجراءات ضد راموس واللاعبين المماثلين الذين يستخدمون الحيل التي تخالف قوانين اللعبة وروحها.» |

هذا وتجدر الإشارة إلى أن عدد التوقيعات على العريضة الإلكترونية فاق 500.000 توقيع حتى 29 مايو 2018.